# 自生
自生（authigenic）礦物或沉積岩的礦藏為那些在發現的地方製造的沉積物。自生沉積物可以利用作描繪變質礦物經歷變質作用（metamorphism）時或沉積礦物經歷沉積作用（sedimentation）（如沉澱或再結晶作用（recrystallization））的特性，而非由風或水等經別處運送至此。自生沉積作用為其中一種主要的深海沉積作用。